# 大田朝山インターチェンジ
大田朝山インターチェンジ（おおだあさやまインターチェンジ）は、島根県大田市にある山陰自動車道（多伎・朝山道路 / 朝山・大田道路）のインターチェンジである。
基本的には一般的なダイヤモンド形のインターチェンジだが、山陰道の逆走（逆流入）対策として、一般道との接続部にラウンドアバウトが導入されている。ただし、ラウンドアバウトに慣れない利用者による逆走事故が発生しラウンドアバウトの一部を封鎖したため、現在ではひょうたん型の構造となっている。

## 道路

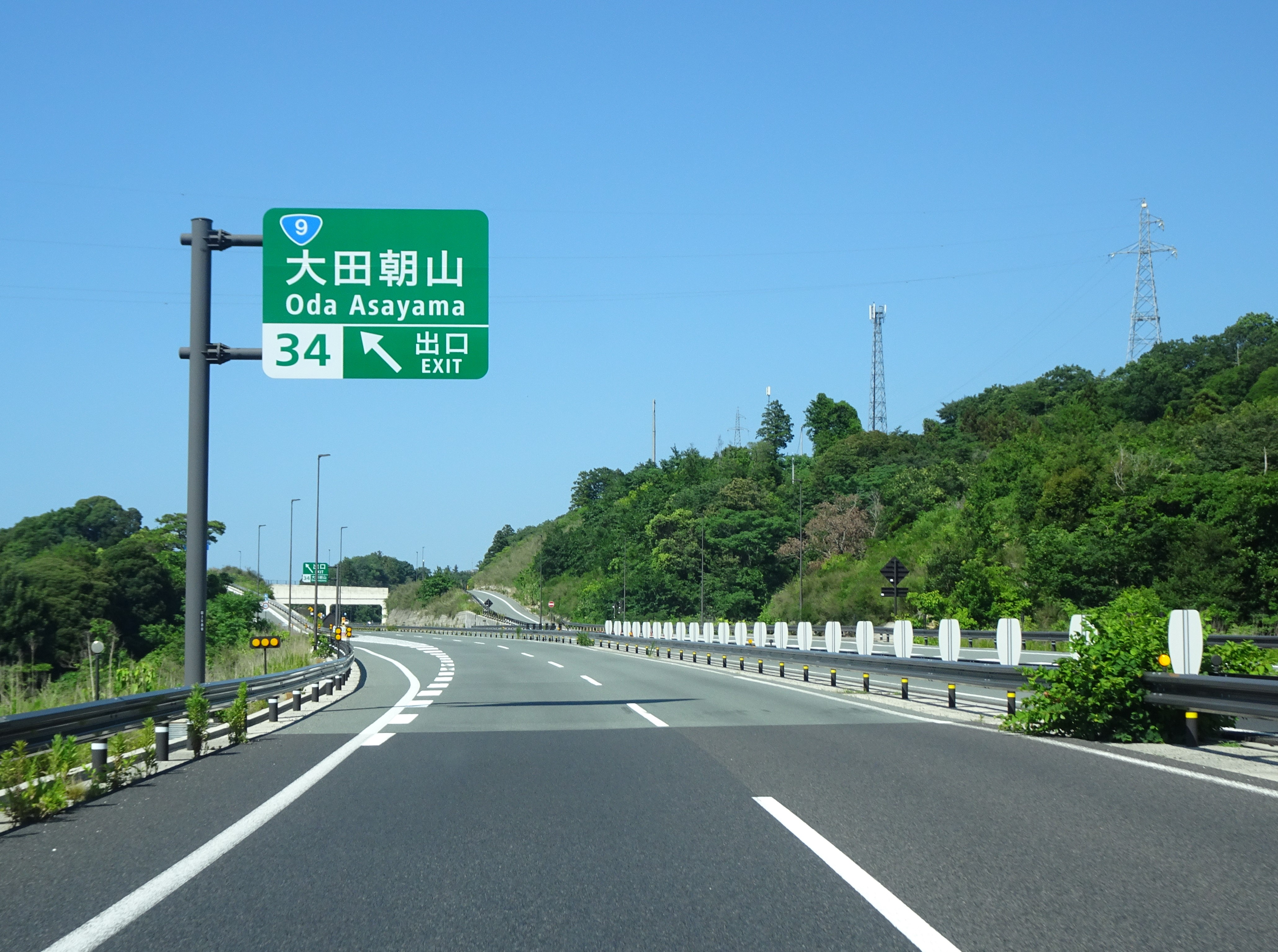
出口付近（江津方面側から撮影）

### 本線
- E9 山陰自動車道（多伎・朝山道路 / 朝山・大田道路）

### 接続する道路
- 島根県道286号池田久手停車場線

## 歴史
- 2018年（平成30年）
  - 1月12日 : IC名称が「朝山IC（仮称）」から「大田朝山IC」に正式決定[2]。
  - 3月18日 : 大田朝山IC - 大田中央・三瓶山IC間開通に伴い供用開始[2]。
  - 6月4日：当ICから誤進入したと見られる軽自動車が4km逆走した後、これを避けようとした順走車2台が追突する事故が起きた[3]。
- 2019年（平成31年）3月17日 : 出雲多伎IC - 大田朝山IC間開通[4]。

## 料金所
無料区間のため設置されていない。

## 周辺
- 大田市役所 朝山まちづくりセンター
- 朝倉彦名神社
- 城蓮簡易郵便局

## 隣
E9 山陰自動車道（多伎・朝山道路 / 朝山・大田道路）
(33)出雲多伎IC - (34)大田朝山IC - (35)大田中央・三瓶山IC